# Історія освоєння мінеральних ресурсів Алжиру

Завод по зрідженню газу в Алжирі (XX ст.)

Перші свідоцтва про використання каменю на території Алжиру для виробництва знарядь знайдені в Терніфіні і належать до нижнього палеоліту. Видобуток глин починається з епохи неоліту. З ІІ тисячоліття до н. е. ведеться розробка кам'яних плит для будівництва величезних споруд — дольменів.
Свідоцтва про розвинене гірничо-металургійне виробництво збереглися в працях арабських вчених IX–XIII століття (аль-Якубі, аль-Бакрі, аль-Казвіні). Основні залізорудні центри були зосереджені на півночі, міднорудні шахти — в горах Джебель-Кетама. У X ст. на пагорбі Джебель-ель-Мельх («Гора солі») знаходилися соляні копальні.
У XVI ст. на території Алжиру вели розробку покладів срібних та свинцевих руд, а також видобуток ртутної руди й будівельного каменю.
Після колонізації Алжиру Францією (1830 р.) розпочалися системні геологічні пошуки корисних копалин. З 50-60-х рр. XIX ст. ведеться промислова експлуатація родовищ залізних руд (Айн-Мокра, Бені-Саф, Джебель-Уенза, Мокті-ель-Хадід), інтенсивна розробка родовищ свинцевих, цинкових та мідних руд, фосфоритів. Перші розвідки нафтових родовищ здійснено у 1875 р., видобуток — з 1913 р. У 1907 р. відкрите основне вугільне родовище — Кенадза, максимальна експлуатація якого здійснювалась у роки Другої світової війни.
Відкриття в 1956 р. в Сахарі значних родовищ нафти та газу зумовило першорядний напрям розвитку цих галузей (в 70-80-і роки приріст становив у середньому 14 % щорічно).
У кінці XX ст. за запасами цінної мінеральної сировини Алжир займає одне з перших місць у Африці. У країні відкриті і розвідані родовища нафти, природного газу, кам'яного вугілля, руд урану, заліза, мангану, міді, свинцю, цинку, ртуті, стибію, золота, олова, вольфраму, фосфоритів, бариту та ін.
На межі XX–XXI ст. найбільше промислове значення становив видобуток нафти, залізняку, ртутних і цинкових руд, фосфоритів, бентоніту, мармуру, солей і баритів, золота. Нині Алжир має розвинену гірничу промисловість. Тут добувають нафту, природний газ, вугілля, залізну руду, фосфати, цинк, ртуть і інші рудні копалини. В Алжирі один з найвищих серед країн Африки ВВП, який створюється головним чином за рахунок нафти і природного газу. Головні гірничодобувні підприємства Алжиру включають золотодобувну копальню Moz Tirek Amesmessa; фосфатний рудник Djebel Onk; залізорудну копальню Quenza і Bou Khrada. Інші важливі корисні копалини, що добуваються в Алжирі, — свинець, цинк і фосфати. Головною організацією, що на початку XXI ст. визначає стратегію освоєння родовищ і технічну політику в гірничій промисловості Алжиру, є державний гірничий холдинг (Holding Public Mines), який має 32 рудника, 26 кар'єрів і 2 гірничо-хімічних комбінати. Річний оборот холдингу становить близько 250 млн дол. США, з яких 36 % — виручка від експорту. У системі холдингу працюють 12 000 чол. Крім того, в гірничому секторі країни діють близько 400 відносно невеликих державних і приватних підприємств, що видобувають головним чином мармур, пісок і глину, гіпс, солі тощо Ухвалені нові закони про гірничу діяльність і кодекс про інвестиції, які більш ефективно стимулюють залучення іноземного капіталу в проекти розвідки і розробки родовищ корисних копалин.
Підготовку кадрів гірничо-геологічного профілю здійснюють в університеті м. Алжир, а також в Технічній рудній школі м. Міліана і Африканському центрі вуглеводнів у м. Бумердес, університеті мм. Аннаба та Тебесса.